# Lithonida
Lithonida is een orde van sponsdieren uit de klasse van de Calcarea (kalksponzen).

## Familie
- Minchinellidae Dendy & Row, 1913